# Eusterinx circaea
Eusterinx circaea là một loài tò vò trong họ Ichneumonidae.